# Guangzhou International Women's Open 2019
Guangzhou International Women's Open 2019 - жіночий професійний тенісний турнір, що проходив на відкритих кортах з твердим покриттям Guangdong Olympic Tennis Center у Гуанчжоу (Китай). Це був 16-й за ліком Guangzhou International Women's Open, що проходив у рамках Турніри WTA International в рамках Туру WTA 2019. Тривав з 16 до 21 вересня 2019 року.

## Очки і призові
| Дисципліна       | П   | Ф   | ПФ  | ЧФ | 1/8 | 1/16 | Q   | Q2  | Q1  |
| Одиночний розряд | 280 | 180 | 110 | 60 | 30  | 1    | 18  | 12  | 1   |
| Парний розряд    | 280 | 180 | 110 | 60 | 1   | Н/Д  | Н/Д | Н/Д | Н/Д |

### Призові гроші
| Дисципліна       | П        | Ф       | ПФ      | ЧФ     | 1/8    | 1/161  | Q2     | Q1   |
| Одиночний розряд | $112,300 | $57,665 | $30,959 | $8,380 | $4,629 | $2,707 | $1,350 | $722 |
| Парний розряд *  | $17,262  | $9,023  | $4,865  | $2,589 | $1,350 | Н/Д    | Н/Д    | Н/Д  |

1 Кваліфаєри отримують і призові гроші 1/16 фіналу

* на пару

## Учасниці основної сітки в одиночному розряді

### Сіяні пари
| Країна   | Гравчиня            | Рейтинг1 | Сіяна |
| -------- | ------------------- | -------- | ----- |
| Україна  | Еліна Світоліна     | 3        | 1     |
| КНР      | Ван Цян             | 12       | 2     |
| США      | Софія Кенін         | 20       | 3     |
| КНР      | Ч Шуай              | 32       | 4     |
| Чехія    | Катерина Сінякова   | 37       | 5     |
| КНР      | Чжен Сайсай         | 38       | 6     |
| Білорусь | Олександра Соснович | 48       | 7     |
| Туніс    | Унс Джабір          | 51       | 8     |

- 1 Рейтинг подано станом на 9 вересня 2019

### Інші учасниці
Нижче наведено учасниць, які отримали вайлдкард на участь в основній сітці:
- Дуань Інін
- Світлана Кузнецова
- Пен Шуай
- Саманта Стосур

Учасниці, що потрапили в основну сітку як спеціальний виняток:
- Ніна Стоянович

Нижче наведено гравчинь, які пробились в основну сітку через стадію кваліфікації:
- Магдалена Френх
- Тереза Мартінцова
- Джасмін Паоліні
- Леслі Паттінама Кергов
- Сюнь Фан'їн
- Катаріна Завацька

Учасниці, що потрапили в основну сітку як щасливі лузери:
- Даліла Якупович
- Ван Сю

### Відмовились від участі
До початку турніру
- Дженніфер Брейді → її замінила  Александра Крунич
- Сорана Кирстя → її замінила  Сара Соррібес Тормо
- Світлана Кузнецова → її замінила  Ван Сю
- Ребекка Петерсон → її замінила  Даліла Якупович

### Знялись
- Олена Рибакіна (травма лівого стегна)
- Сара Соррібес Тормо (травма правої ступні)
- Еліна Світоліна (біль у правому коліні)

## Учасниці основної сітки в парному розряді

### Сіяні пари
| Країна    | Гравчиня          | Країна   | Гравчиня           | Рейтинг1 | Сіяна |
| --------- | ----------------- | -------- | ------------------ | -------- | ----- |
| Австралія | Саманта Стосур    | КНР      | Ч Шуай             | 28       | 1     |
| КНР       | Дуань Інін        | КНР      | Ян Чжаосюань       | 72       | 2     |
| Сербія    | Александра Крунич | Білорусь | Лідія Морозова     | 107      | 3     |
| Австралія | Еллен Перес       | США      | Сабріна Сантамарія | 138      | 4     |

- 1 Рейтинг подано станом на 9 вересня 2019

### Інші учасниці
Нижче наведено пари, які отримали вайлдкард на участь в основній сітці:
- Лу Цзяцзін /  Сюнь Фан'їн
- Ng Kwan-yau  /  Чжен Сайсай

Наведені нижче пари отримали місце як заміна:
- Леслі Паттінама Кергов /  Анкіта Райна

### Відмовились від участі
До початку турніру
- Олена Рибакіна (травма лівого стегна)

## Переможниці та фіналістки

### Одиночний розряд
- Софія Кенін —  Саманта Стосур, 6–7(4–7), 6–4, 6–2

### Парний розряд
- Пен Шуай /  Лаура Зігемунд —  Алекса Гуарачі /  Джуліана Ольмос, 6–2, 6–1